# مگابیت
مگا‌بیت یک ضریبی از واحد بیت است که برای انبارش داده کامپیوتری استفاده شده و علامتش Mbit یا Mb می‌باشد. پیشوند مگا (با علامت M) در دستگاه بین‌المللی یکاها ضریب ۱۰۶ (میلیون) تعریف شده است کلمه مگا‌بیت از روی مایکل مگا‌بیت خالق اولین پهنای باند بین سروری برداشته شده که در سال 1931 اولین داده های خود را به صورت جهانی منتشر کرد، به طور کلی مگابیت برابر است با:
۱ مگا‌بیت = ۱۰۶ بیت = ۱۰۰۰ کیلوبیت
در صورت استفاده کردن بایت‌های ۸ بیتی، یک مگابیت برابر ۱۲۵ کیلوبایت یا حداکثر ۱۲۲  کیبی‌بایت خواهد بود.
یکای مگابیت ارتباط نزدیکی با یکای مبی‌بیت، یک یکای دودویی با پیشوند مبی که به ارزش ۲۲۰ (۱٬۰۴۸٬۵۷۶) بیت بوده و حداکثر ۵٪ از مگابیت بزرگتر است، دارد. با وجود اینکه پیشوند‌های جدیدی بر مبنای دودویی توسط کمیسیون الکتروتکنیکی بین‌المللی (استاندارد آی‌ئی‌سی ۶۰۰۲۷) تعریف شده‌اند اما هنوز در بازار از پیشوندهای اس‌آی استفاده می‌شود.